# Oxycnemis yuma
Oxycnemis yuma är en fjärilsart som beskrevs av Smith 1907. Oxycnemis yuma ingår i släktet Oxycnemis och familjen nattflyn. Inga underarter finns listade i Catalogue of Life.